# Beaver Dam (Wisconsin)
Beaver Dam es una ciudad ubicada en el condado de Dodge en el estado estadounidense de Wisconsin. En el Censo de 2010 tenía una población de 16.214 habitantes y una densidad poblacional de 765,78 personas por km².

## Geografía
Beaver Dam se encuentra ubicada en las coordenadas 43°28′1″N 88°49′55″O / 43.46694, -88.83194. Según la Oficina del Censo de los Estados Unidos, Beaver Dam tiene una superficie total de 21.17 km², de la cual 17.59 km² corresponden a tierra firme y (16.92%) 3.58 km² es agua.

## Demografía
Según el censo de 2010, había 16.214 personas residiendo en Beaver Dam. La densidad de población era de 765,78 hab./km². De los 16.214 habitantes, Beaver Dam estaba compuesto por el 92.97% blancos, el 0.82% eran afroamericanos, el 0.31% eran amerindios, el 0.99% eran asiáticos, el 0.01% eran isleños del Pacífico, el 3.36% eran de otras razas y el 1.55% pertenecían a dos o más razas. Del total de la población el 7.46% eran hispanos o latinos de cualquier raza.